# 小行星2470
小行星2470（2470 Agematsu）是一颗绕太阳运转的小行星，为主小行星带小行星。该小行星于1976年10月22日发现。
該小行星以日本長野縣西南部的木曾郡上松町命名。

## 轨道参数
小行星2470的轨道半长轴为2.8881325 UA，离心率为0.011。